# Ночная жизнь

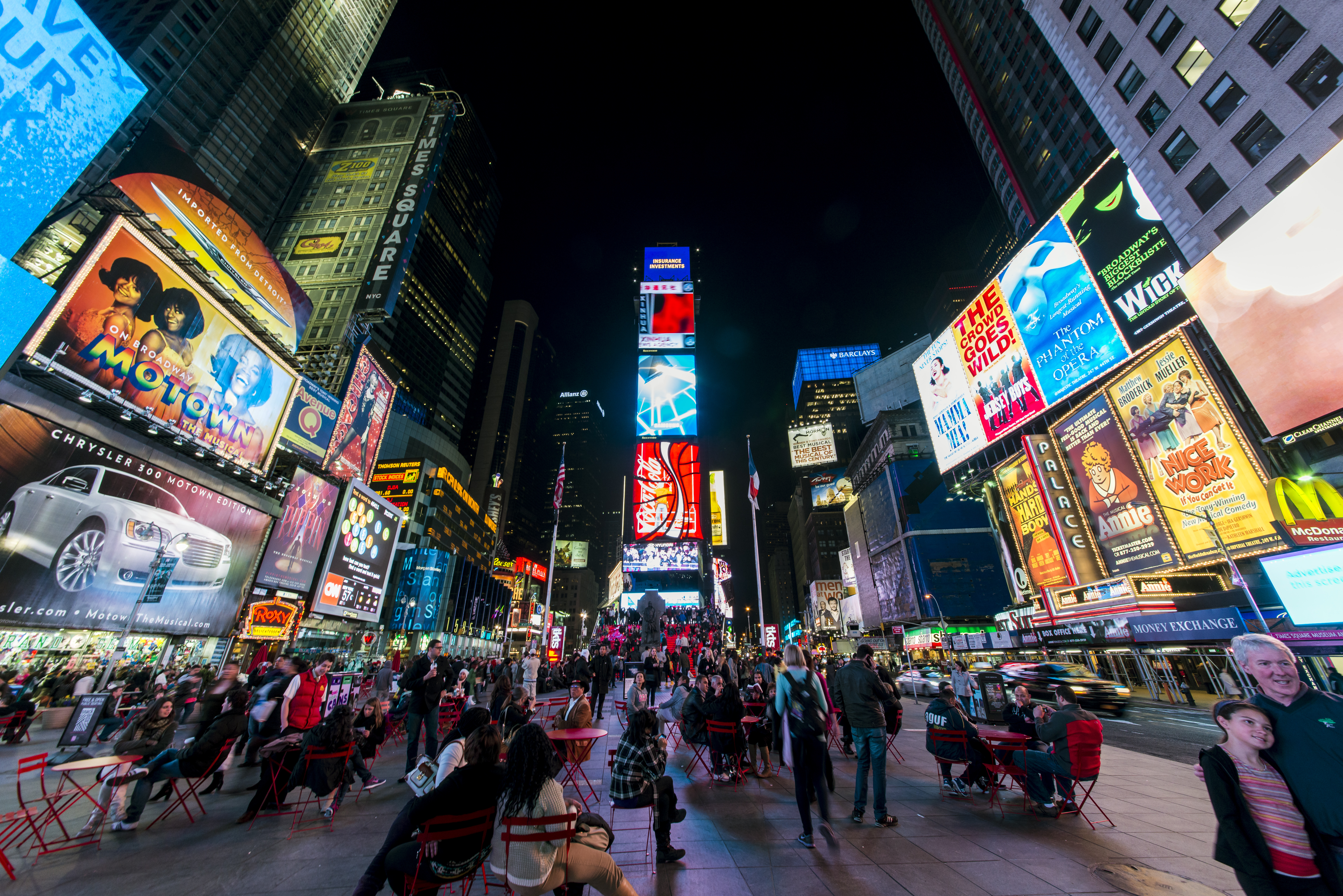
Ночная жизнь на Таймс-сквер, Манхэттен. Одно из прозвищ Нью-Йорка — «Город, который никогда не спит»

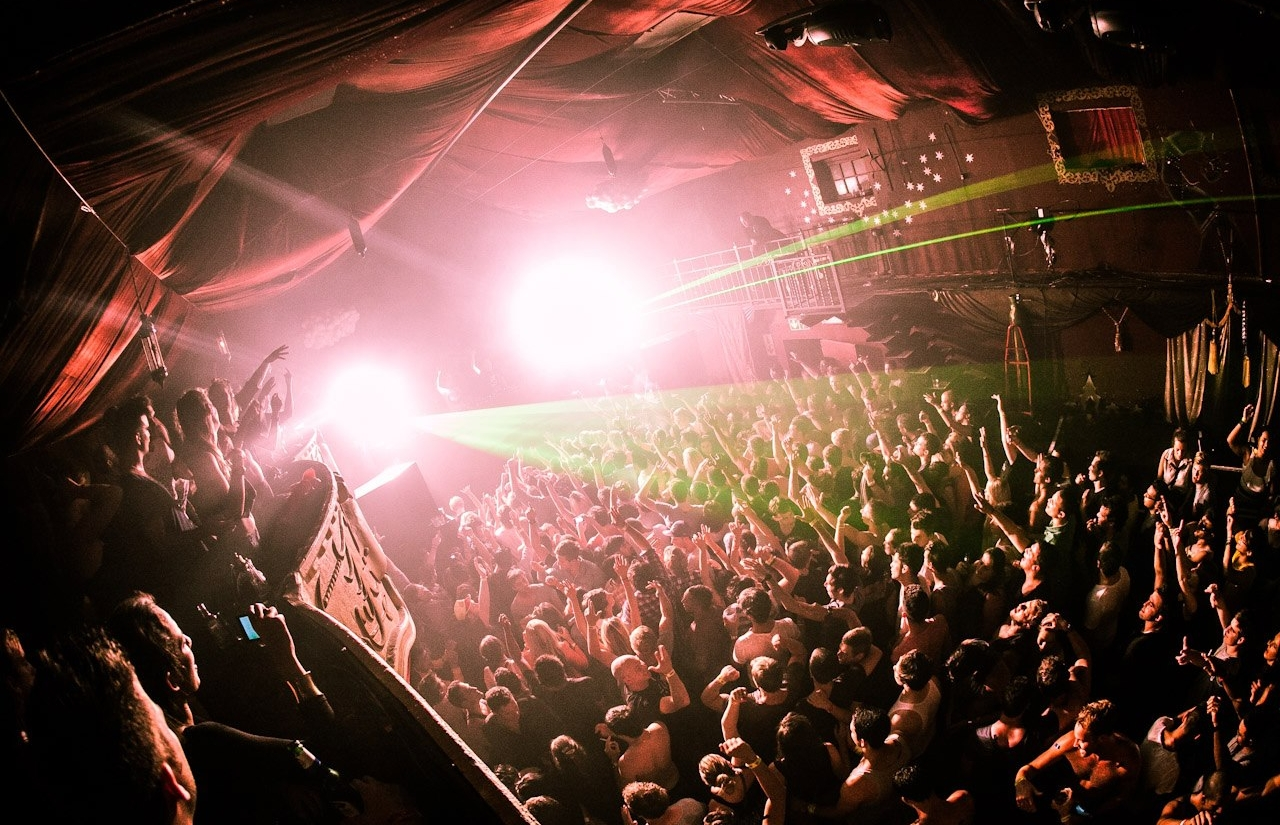
Люди, наслаждающиеся ночной жизнью в ночном клубе, Кейптаун, ЮАР

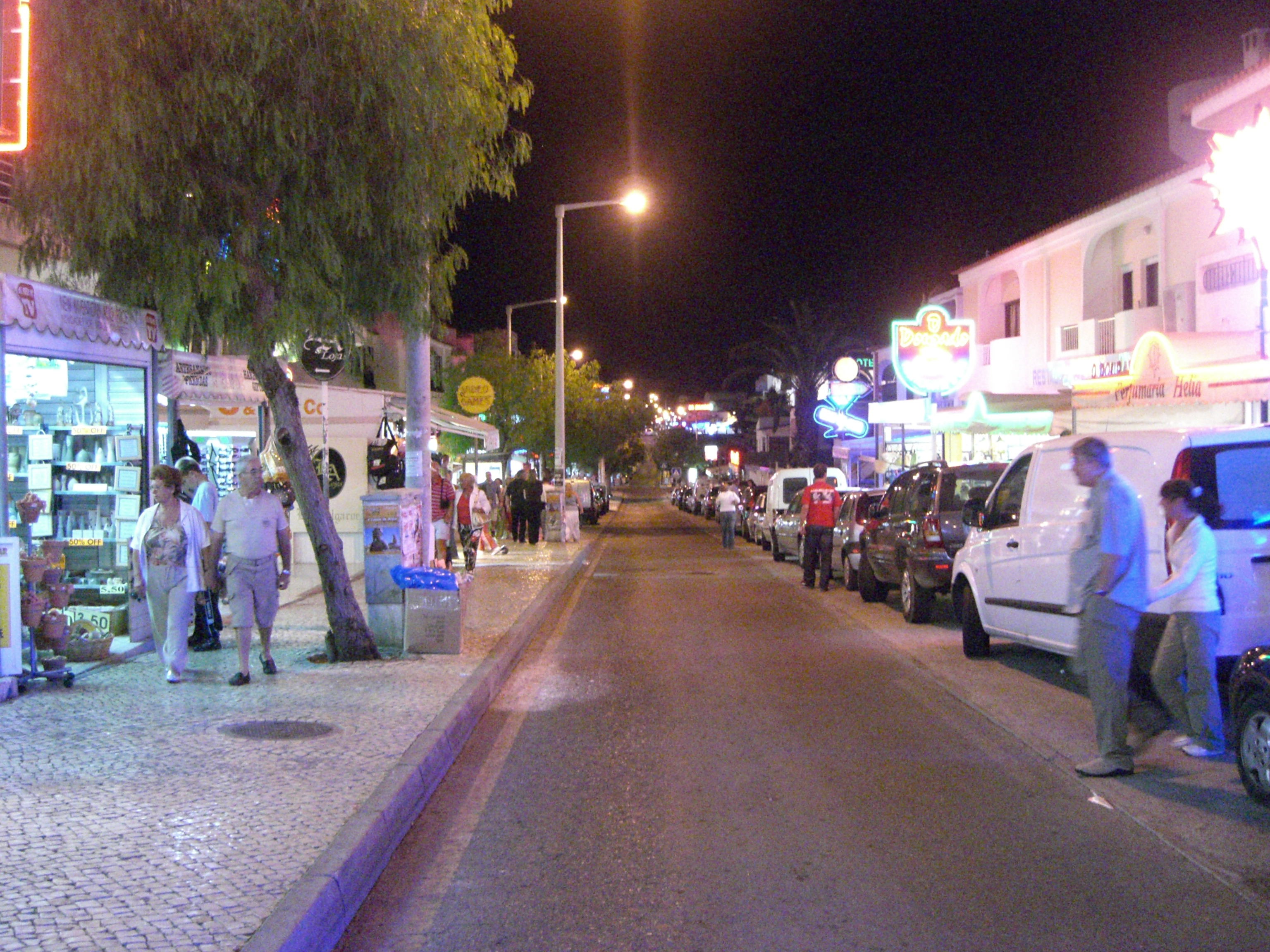
Ночная жизнь в Албуфейре, Португалия

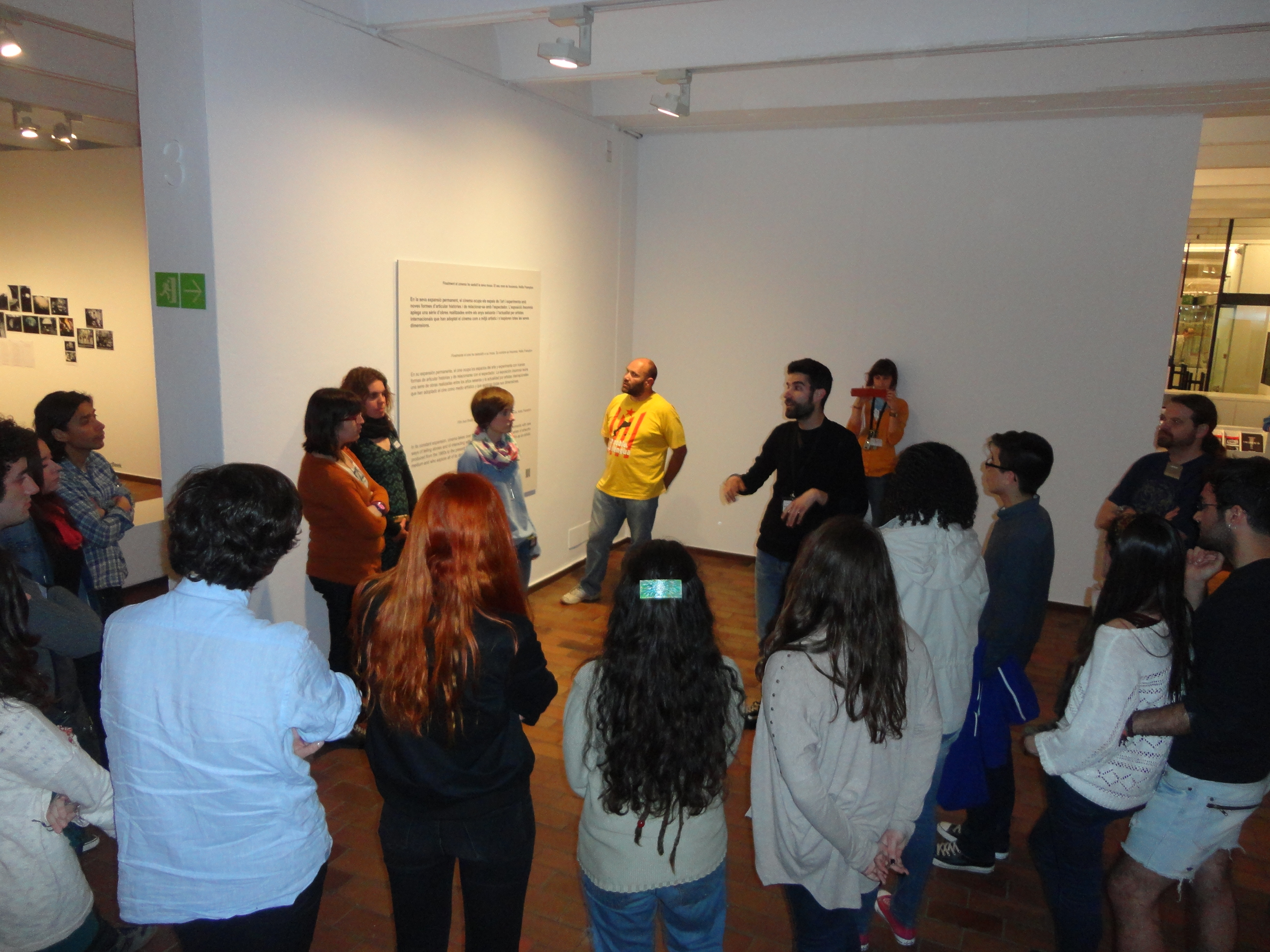
«Ночь музеев», Испания, 2013

Ночная жизнь — это собирательное понятие для развлечений, которые доступны и обычно более популярны с позднего вечера до раннего утра. Оно включает в себя пабы, бары, ночные клубы, казино, вечеринки, живую музыку, концерты, кабаре, театр, кинотеатры и шоу. В таких местах часто требуется плата за вход для покрытия расходов. Ночные развлечения в большей степени ориентированы на молодых взрослых, поскольку по своей природе более рискованны, чем дневные развлечения. Людей, которые предпочитают быть активными в ночное время, называют ночным совами.
Некоторые города и отдельные районы известны своей ночной жизнью. Например, улица Рубинштейна и Думская улица в Санкт-Петербурге. Широко распространено такое прозвище Нью-Йорка, как город, который никогда не спит. Кроме того, так называют такие города, как Барселона, Бейрут, Буэнос-Айрес, Белград, Каир, Мадрид, Мумбаи, Сан-Паулу, Тель-Авив, Токио.
Правительства разных стран могут по разному регламентировать течение ночной жизни, ограничивать время её продолжительности, контролировать специальными проверками органами внутренних дел. 

## Социологические исследования
Ночная жизнь была яркой областью исследований для социологов. Ночные заведения, включая пабы, бары и ночные клубы, функционируют как третьи места, согласно Ольденбургу и его монографии «Третье место».
Некоторые социологи утверждают, что яркие сцены ночной жизни города способствуют развитию культуры, а также политических движений. Дэвид Грациан приводит в качестве примеров развитие бит-поэзии, музыкальных стилей, включая бибоп, городской блюз и ранний рок, а также важность ночной жизни для развития движения за права геев в Соединенных Штатах, вызванного беспорядками в гей-баре «Стоунволл-инн».
Существует дискуссия о том, в какой степени ночная жизнь вносит позитивный вклад в социальный капитал и общественные блага общества. Дэвид Грациан указывает, что ночная жизнь может:

… воспроизводить те же самые структуры расового, этнического и классового неравенства и исключения, которые встречаются в более крупном обществе.
Оригинальный текст (англ.)… replicate the same structures of race, ethnic, and class inequality and exclusion found in the larger society.

Грациан ссылается на использование дресс-кодов некоторыми ночными заведениями в Соединенных Штатах, в основном ночными клубами, которые специально нацелены на одежду, популяризированную субкультурой хип-хопа, представляющую собой форму неформальной дискриминации и сегрегации по расовым признака.
Грациан также отмечает, что ночные клубы и клубная культура могут создавать условия, которые поощряют или допускают «притеснения и унижение женщин», ссылаясь на ожидание, что как женщины-работники, так и посетители баров и ночных клубов участвуют в сильно сексуализированных представлениях о женственности, включая одевание в особо сексуальном стиле, с тем чтобы получить доступ в клубы.